# NGC 4474
NGC 4474 é uma galáxia lenticular (S0) localizada na direcção da constelação de Coma Berenices. Possui uma declinação de +14° 04' 07" e uma ascensão recta de 12 horas, 29 minutos e 53,3 segundos.
A galáxia NGC 4474 foi descoberta em 8 de Abril de 1784 por William Herschel.